# Momas
Momas település Franciaországban, Pyrénées-Atlantiques megyében. Lakosainak száma 612 fő (2022. január 1.). Momas Aubin, Bournos, Larreule, Lonçon, Mazerolles, Uzein és Viellenave-d’Arthez községekkel határos.

## Népesség
A település népességének változása:
| Lakosok száma | 553  | 568  | 584  | 577  | 598  | 606  | 627  | 619  | 612  |
|               | 2013 | 2015 | 2016 | 2017 | 2018 | 2019 | 2020 | 2021 | 2022 |